# 2,2,4-Trimetilpentano
O 2,2,4-trimetilpentano é um alcano de cadeia ramificada, isômero do octano. Ele é o padrão (100) na escala de octanagem, e é conhecido por iso-octano devido a simetria da configuração espacial.